# Dighton (Kansas)
Dighton település az Amerikai Egyesült Államok Kansas államában, Lane megyében, melynek megyeszékhelye is. Lakosainak száma 960 fő (2020. április 1.).

## Népesség
A település népességének változása:

| 2010 | 1 038 |
| 2020 | 960   |